# 117852 Constance
117852 Constance este un asteroid din centura principală de asteroizi.

## Descriere
117852 Constance este un asteroid din centura principală de asteroizi. A fost descoperit pe 3 mai 2005 în cadrul proiectului CSS. Asteroidul prezintă o orbită caracterizată de o semiaxă mare de 2,59 ua, o excentricitate de 0,05 și o înclinație de 11,4° în raport cu ecliptica.